# Siparuna macrotepala
Siparuna macrotepala är en tvåhjärtbladig växtart som beskrevs av Janet Russell Perkins. Siparuna macrotepala ingår i släktet Siparuna och familjen Siparunaceae. Inga underarter finns listade i Catalogue of Life.